# Josep Salvadó Jassans

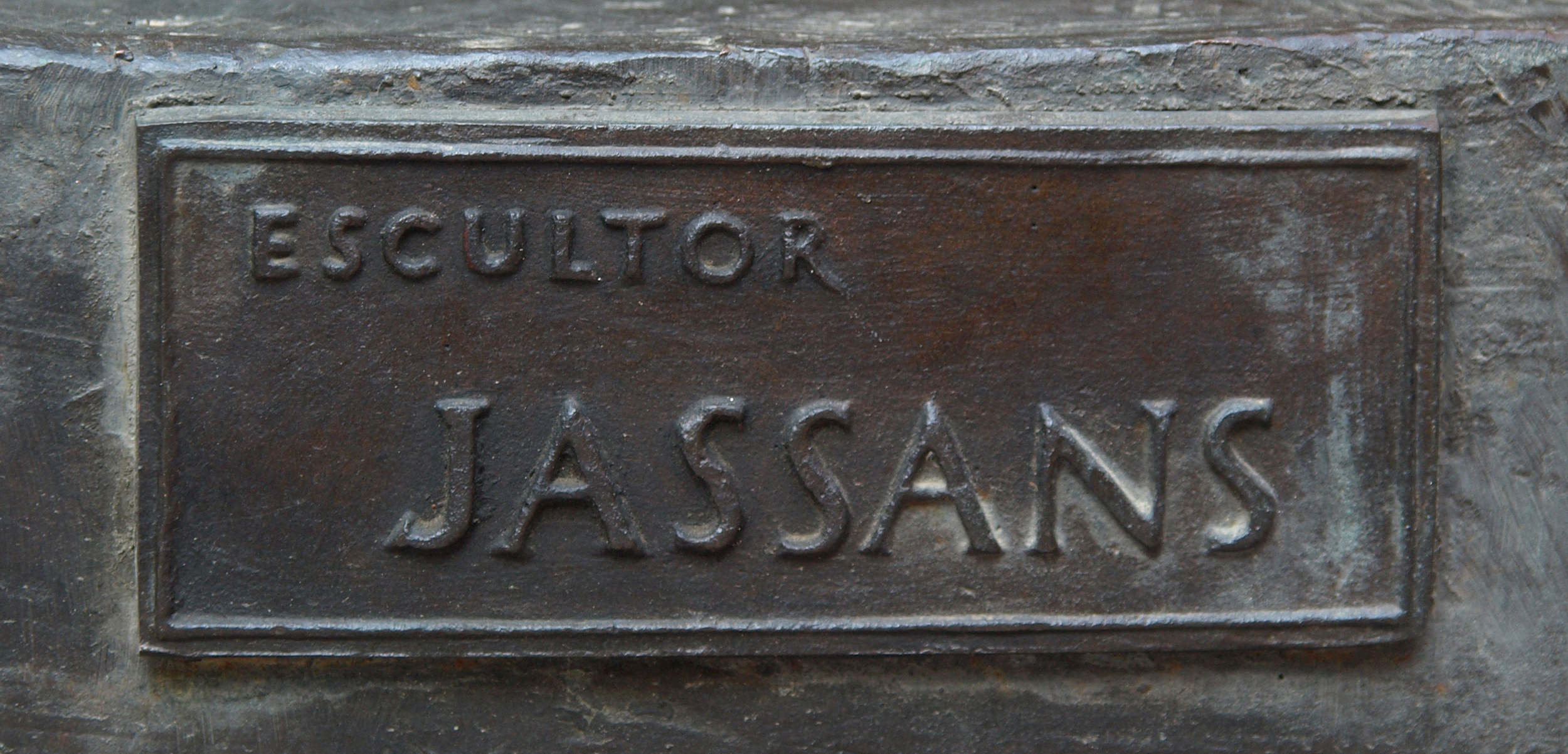
Firma del escultor en la escultura: A Lluís Millet.

Josep Salvadó Jassans. 24 de julio de 1938, Alforja, (Tarragona)- 3 de marzo de 2006, Barcelona. Fue un escultor español. Solía firmar sus obras con el segundo apellido Jassans por el que es normalmente conocido.
Sus primeros estudios sobre escultura los realizó en la Escuela del Trabajo de la ciudad de Reus, mientras trabajaba como ayudante del escultor Modest Gené. En el año 1959 ingresa en la Real Academia de Bellas Artes de Sant Jordi de Barcelona. Durante los años 1960 y 1967 efectúa su aprendizaje en el taller de Joan Rebull.
En 1972 se le concede el primer premio en el I Concurso Exposición Nacional de Pequeña Escultura celebrado en Valladolid.
A partir de su primera exposición individual celebrada el año 1973 en la Sala Parés de Barcelona, expuso numerosas veces en diversas salas nacionales y extranjeras.
Desde la instalación de su taller en el barrio de Sarriá de Barcelona en 1969, su obra muestra como tema principal la figura femenina, con una clara influencia mediterránea y la perfección con la realidad, mostrada también en sus retratos.

Jassans ha escogido con valentía la senda del realismo y en unos días no propicios para esta concepción ha seguido con convencimiento y con coraje.
Alexis Eudald Solà

Desde el año 1987 ocupó el cargo de catedrático de Morfología Escultórica del Cuerpo Humano en la Facultad de Bellas Artes de la Universidad de Barcelona. Fue nombrado miembro de la Académie Européenne des Sciences des Arts et des Lettres de París.

## Obras

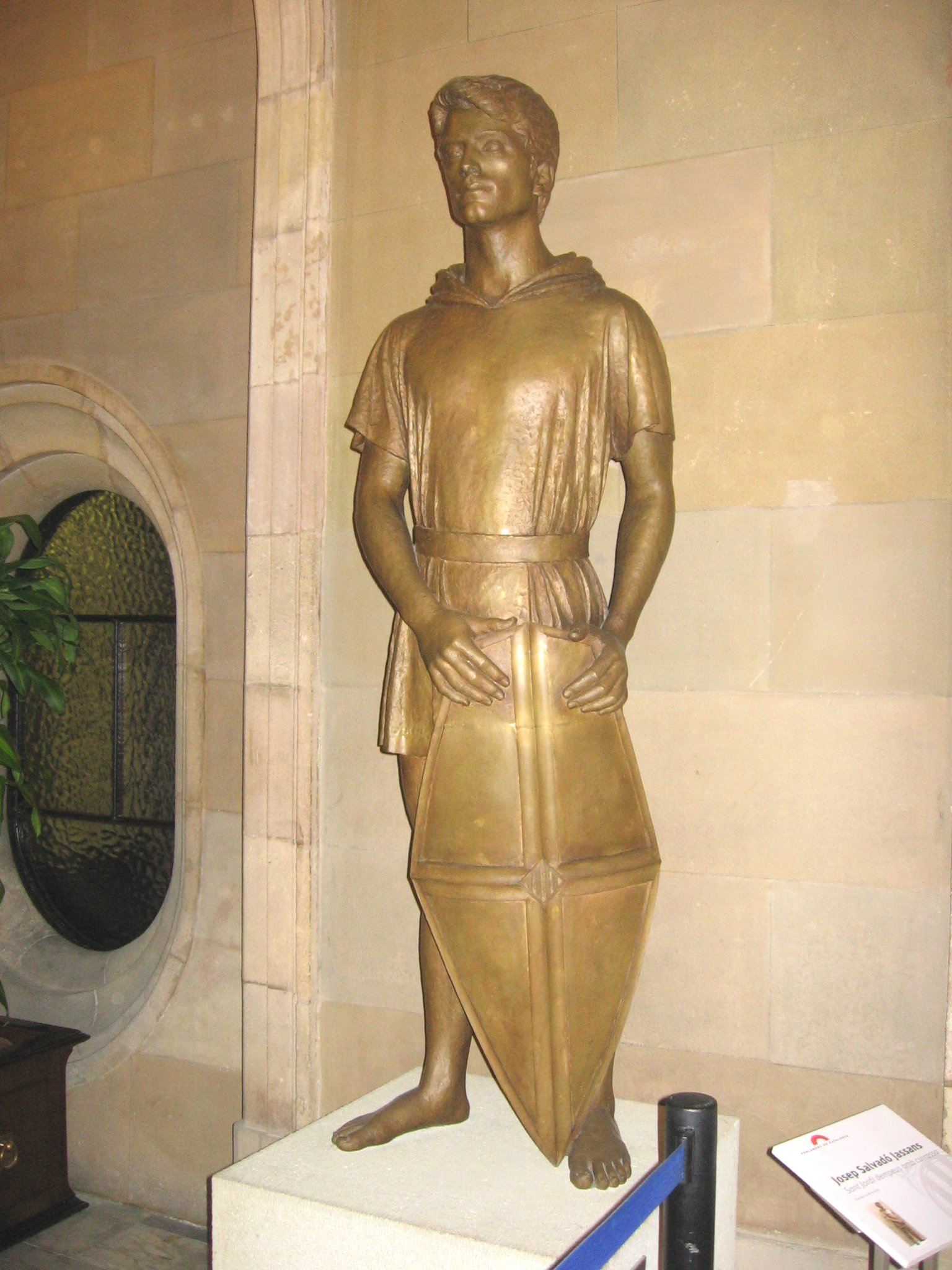
San Jorge de pie con coraza, Parlamento de Cataluña.

- 1966- La Niña de las trenzas. Madera
- 1971- Àziga. Madera.
- 1974- Folgança. Madera.
- 1975- La Niña del vestido de volantes. Bronce.
- 1976- Recogiendo agua. Bronce.
- 1977- Alba. Mármol.
- 1977- Gerda. Mármol.
- 1978- Madre e hijo. Bronce.
- 1980- Amaiolada. Bronce y en piedra.
- 1981- Aloja. Mármol.
- 1984- Anaida. Bronce.
- 1986- Danza. Bronce.
- 1986- Estintolada. Mármol.
- 1987- Irene. Bronce.
- 1991- A Lluís Millet. Bronce en el Palacio de la Música Catalana